# Championnats d'Afrique de tennis de table 2022
Navigation
Championnats d'Afrique 2021 Championnats d'Afrique 2023
Les Championnats d'Afrique de tennis de table 2022 ont lieu du 3 au 9 septembre 2022 à La Coupole d'Alger en Algérie,,,

## Médaillés
| Épreuves | Or                                                                                | Argent                                                                                     | Bronze                                                                         |
| -------- | --------------------------------------------------------------------------------- | ------------------------------------------------------------------------------------------ | ------------------------------------------------------------------------------ |
| Hommes   |                                                                                   |                                                                                            |                                                                                |
| Simple   | Quadri Aruna                                                                      | Omar Assar                                                                                 | Taiwo Mati                                                                     |
| Simple   | Quadri Aruna                                                                      | Omar Assar                                                                                 | Mehdi Bouloussa                                                                |
| Double   | Mohamed Shouman Mohamed El-Beiali                                                 | Khalid Assar Ahmed Saleh (en)                                                              | Mehdi Bouloussa Larbi Bouriah                                                  |
| Double   | Mohamed Shouman Mohamed El-Beiali                                                 | Khalid Assar Ahmed Saleh (en)                                                              | Taiwo Mati Olajide Omotayo                                                     |
| Équipe   | Égypte Khalid Assar Omar Assar Mohamed El-Beiali Ahmed Saleh (en) Mohamed Shouman | Algérie Aissa Belkadi Mohamed Sofiane Boudjadja Larbi Bouriah Mehdi Bouloussa Sami Kherouf | Tunisie Youssef Abid Habib Ameur Omar Ammous Wassim Essid                      |
| Équipe   | Égypte Khalid Assar Omar Assar Mohamed El-Beiali Ahmed Saleh (en) Mohamed Shouman | Algérie Aissa Belkadi Mohamed Sofiane Boudjadja Larbi Bouriah Mehdi Bouloussa Sami Kherouf | Côte d'Ivoire Ange-Aimé Kouassi Don Ange Cedric Oba Oba Kizito Oba             |
| Femmes   |                                                                                   |                                                                                            |                                                                                |
| Simple   | Dina Meshref                                                                      | Yousra Helmy                                                                               | Hana Goda                                                                      |
| Simple   | Dina Meshref                                                                      | Yousra Helmy                                                                               | Mariam Alhodaby                                                                |
| Double   | Alaa Yehia Hana Goda                                                              | Yousra Helmy Mariam Alhodaby                                                               | Katia Kessaci Lynda Loghraibi                                                  |
| Double   | Alaa Yehia Hana Goda                                                              | Yousra Helmy Mariam Alhodaby                                                               | Narimene-Hind Siddeki Maram Zoghlami                                           |
| Équipe   | Égypte Mariam Alhodaby Hana Goda Yousra Helmy Dina Meshref Alaa Yehia             | Tunisie Fadwa Garci Abir Haj Salah Maram Zoghlami                                          | Algérie Amina Kessaci Katia Kessaci Lynda Loghraibi Malissa Nasri Hadjer Tahmi |
| Équipe   | Égypte Mariam Alhodaby Hana Goda Yousra Helmy Dina Meshref Alaa Yehia             | Tunisie Fadwa Garci Abir Haj Salah Maram Zoghlami                                          | Maurice Sandhana Desscann Oumehani Hosenally Nandeshwaree Jalim Ruqayyah Kinoo |
| Mixte    |                                                                                   |                                                                                            |                                                                                |
| Double   | Mohamed El-Beiali Hana Goda                                                       | Khalid Assar Yousra Helmy                                                                  | Ahmed Saleh (en) Dina Meshref                                                  |
| Double   | Mohamed El-Beiali Hana Goda                                                       | Khalid Assar Yousra Helmy                                                                  | Olajide Omotayo Oumehani Hosenally                                             |